# 埃丹芝士
埃丹芝士（荷蘭語：Edammer, [ˈeɪ̯.ˌdɑ.mər]，又稱紅波芝士）是一種產自荷蘭埃丹的著名芝士。埃丹芝士有著獨特的紅色蠟封，因此被稱為紅波芝士，但事實上以紅色蠟封的埃丹芝士只會出現在出口產品中，目的是為了有較長的保存期，本土銷售的埃丹芝士並不會以蠟封製。埃丹芝士只以脫脂奶製成，脂肪含量較低，口味亦較淡。